# 班達拉縣
班達拉縣是印度的一個縣，位於該國西部，由馬哈拉施特拉邦負責管轄，面積3,890平方公里，人口在2001至2011年期間增長5.52%，2001年人口1,135,835，人口密度每平方公里292人。

## 外部連結
- Bhandara district website （页面存档备份，存于）

21°11′N 80°00′E / 21.183°N 80.000°E